# Ulomyia lativentris
Ulomyia lativentris är en tvåvingeart som först beskrevs av Berden 1952.  Ulomyia lativentris ingår i släktet Ulomyia och familjen fjärilsmyggor. Inga underarter finns listade i Catalogue of Life.